# محمد طاهر باشا
محمد طاهر باشا (1879 – 1970) هو طبيب مصري في العلوم السياسية من أصل تركي و مؤسس ألعاب البحر الأبيض المتوسط و كان رئيس اللجنة الأولمبية المصرية وأيضا عضو في اللجنة التنفيذية اللجنة الأولمبية الدولية 1952-1957.
وأقنع طاهر باشا اللجان الأولمبية الوطنية لدول البحر المتوسط الألعاب الأولمبية الصيفية 1948 في لندن لإنشاء ألعاب البحر الأبيض المتوسط.

## روابط خارجية
- محمد طاهر باشا على موقع أوليمبيديا (الإنجليزية)